# Kárpáti bölény
A kárpáti bölény (Bison bonanus hungarorum) az emlősök (Mammalia) osztályának párosujjú patások (Artiodactyla) rendjébe, ezen belül a tülkösszarvúak (Bovidae) családjába és a tulokformák (Bovinae) alcsaládjába tartozó európai bölény (Bison bonasus) egyik kihalt alfaja.

## Meghatározása
A kárpáti bölény fogalom megalkotása Kretzoi Miklós (1907–2005) magyar geológus–paleontológus nevéhez fűződik. 1946-ban írta le Bison bonanus hungarorum külön alfajként a Kárpátokban élt bölényt, azonban vélekedését sokáig nem vették komolyan.

## Előfordulása
A kárpáti bölény eredeti előfordulási területe, amint neve is utal rá, a Kárpát-medence és környéke, beleértve magát a Kárpátokat, Magyarországot, Erdélyt, Moldvát és Ukrajna délnyugati peremét. A hajdani Moldvai Fejedelemség címerében is egy bölényfej szerepel.

### Kihalása és „visszatelepítése”
Kihalásával, a másik kihalt európai bölény alfajt, azaz a kaukázusi bölényt (Bison bonanus caucasicus) pontosan 75 évvel előzte meg, hiszen az utolsó példányát 1852-ben Máramarosban lőtték le; a kaukázusit 1927-ben.
Az egykori elterjedési területére, nemzetközi összefogással megpróbálják visszatelepíteni az európai bölényt, azonban kárpáti bölény hiányában, európai síksági bölényeket (Bison bonanus bonasus) hoztak. A program 2014-ben indult, a Rewilding Europe és a WWF szervezetek közreműködésével. 2017-re már 30 egyed élt szabadon.

## Fordítás
- Ez a szócikk részben vagy egészben  a   Carpathian wisent című angol Wikipédia-szócikk ezen változatának fordításán alapul.  Az eredeti cikk szerkesztőit annak laptörténete sorolja fel. Ez a jelzés csupán a megfogalmazás eredetét és a szerzői jogokat jelzi, nem szolgál a cikkben szereplő információk forrásmegjelöléseként.